# Draft NBA 1960
Il Draft NBA 1960 si è svolto l'11 aprile 1960 a New York in 3 turni di scelta, nei quali furono selezionati 24 giocatori. Tre futuri membri dalla Basketball Hall of Fame furono scelti al 1º giro. I Lakers scelsero con il nome di Minneapolis Lakers, ma in seguito si trasferirono a Los Angeles.

## Scelta territoriale
|  | = All-Star     |
|  | = Hall of Fame |

| Scelta | Giocatore       | Nazionalità | Squadra NBA       | Scuola/ex squadra        |
| ------ | --------------- | ----------- | ----------------- | ------------------------ |
|        | Oscar Robertson | Stati Uniti | Cincinnati Royals | University of Cincinnati |

- Robertson venne selezionato come scelta territoriale, ma è comunque riconosciuto come "prima scelta" assoluta.

## Giocatori scelti al 1º giro
| Scelta | Giocatore       | Nazionalità | Squadra NBA           | Scuola/ex squadra |
| ------ | --------------- | ----------- | --------------------- | ----------------- |
| 1      | Oscar Robertson | Stati Uniti | Cincinnati Royals     | Cincinnati        |
| 2      | Jerry West      | Stati Uniti | Minneapolis Lakers    | West Virginia     |
| 3      | Darrall Imhoff  | Stati Uniti | New York Knicks       | California        |
| 4      | Jackie Moreland | Stati Uniti | Detroit Pistons       | Louisiana Tech    |
| 5      | Lee Shaffer     | Stati Uniti | Syracuse Nationals    | North Carolina    |
| 6      | Lenny Wilkens   | Stati Uniti | St. Louis Hawks       | Providence        |
| 7      | Al Bunge        | Stati Uniti | Philadelphia Warriors | Maryland          |
| 8      | Satch Sanders   | Stati Uniti | Boston Celtics        | NYU               |

## Giocatori scelti al 2º giro
| Scelta | Giocatore       | Nazionalità | Squadra NBA           | Scuola/ex squadra |
| ------ | --------------- | ----------- | --------------------- | ----------------- |
| 9      | Jay Arnette     | Stati Uniti | Cincinnati Royals     | Texas             |
| 10     | Dave Budd       | Stati Uniti | New York Knicks       | Wake Forest       |
| 11     | Kelly Coleman   | Stati Uniti | New York Knicks       | Kentucky Wesleyan |
| 12     | Ron Johnson     | Stati Uniti | Detroit Pistons       | Minnesota         |
| 13     | Wilbur Trosch   | Stati Uniti | Syracuse Nationals    | St. Francis (PA)  |
| 14     | Frank Radovich  | Stati Uniti | St. Louis Hawks       | Indiana           |
| 15     | Pickles Kennedy | Stati Uniti | Philadelphia Warriors | Temple            |
| 16     | Leroy Wright    | Stati Uniti | Boston Celtics        | Pacific           |

## Giocatori scelti al 3º giro
| Scelta | Giocatore   | Nazionalità | Squadra NBA           | Scuola/ex squadra |
| ------ | ----------- | ----------- | --------------------- | ----------------- |
| 17     | Ralph Davis | Stati Uniti | Cincinnati Royals     | Cincinnati        |
| 18     | Jim Hagan   | Stati Uniti | Minneapolis Lakers    | Tennessee Tech    |
| 19     | Bob McNeill | Stati Uniti | New York Knicks       | St. Joseph's (PA) |
| 20     | Frank Case  | Stati Uniti | Detroit Pistons       | Dayton            |
| 21     | Joe Roberts | Stati Uniti | Syracuse Nationals    | Ohio State        |
| 22     | Fred LaCour | Stati Uniti | St. Louis Hawks       | San Francisco     |
| 23     | Bob Mealy   | Stati Uniti | Philadelphia Warriors | Manhattan         |
| 24     | Mike Graney | Stati Uniti | Boston Celtics        | Notre Dame        |

## Giocatori scelti nei giri successivi con presenze nella NBA, nella ABA o nella ABL
| Scelta | Giocatore        | Nazionalità | Squadra NBA           | Scuola/ex squadra   |
| ------ | ---------------- | ----------- | --------------------- | ------------------- |
| 27     | Ben Warley       | Stati Uniti | Los Angeles Lakers    | Tennessee State     |
| 30     | Horace Walker    | Stati Uniti | St. Louis Hawks       | Michigan State      |
| 36     | Willie Jones     | Stati Uniti | Detroit Pistons       | Northwestern        |
| 38     | Jimmy Darrow     | Stati Uniti | St. Louis Hawks       | Bowling Green State |
| 39     | Al Attles        | Stati Uniti | Philadelphia Warriors | North Carolina A&T  |
| 43     | David Denton     | Stati Uniti | New York Knicks       | Georgia Tech        |
| 45     | Herschell Turner | Stati Uniti | Syracuse Nationals    | Nebraska            |
| 46     | York Larese      | Stati Uniti | St. Louis Hawks       | North Carolina      |
| 50     | Howie Jolliff    | Stati Uniti | Minneapolis Lakers    | Ohio                |
| 52     | Doug Moe         | Stati Uniti | Detroit Pistons       | North Carolina      |
| 54     | Bob Sims         | Stati Uniti | St. Louis Hawks       | Pepperdine          |
| 55     | Bob Clarke       | Stati Uniti | Philadelphia Warriors | St. Joseph's        |
| 56     | Sam Stith        | Stati Uniti | Cincinnati Royals     | St. Bonaventure     |
| 58     | George Price     | Stati Uniti | New York Knicks       | Memphis State       |
| 72     | Walter Mangham   | Stati Uniti | New York Knicks       | Marquette           |
| 78     | Mel Peterson     | Stati Uniti | Detroit Pistons       | Wheaton             |
| 84     | Bob Wilkinson    | Stati Uniti | St. Louis Hawks       | Indiana             |
| 90     | Jim Hanna        | Stati Uniti | New York Knicks       | USC                 |